# Guipos
Guipos est une localité de la province du Zamboanga du Sud, aux Philippines. En 2015, elle compte 20 729 habitants.